# باو ساراواک
باو ساراواک (به لاتین: Bau, Sarawak) یک منطقهٔ مسکونی در مالزی است که در ساراواک واقع شده‌است.